# Соловйов Михайло Григорович
Михайло Григорович Соловйов (1917 , Спас-Деменський район  — 7 жовтня 1943 , Іванківський район, Київська область ) — командир роти 10-го гвардійського повітряно-десантного полку, молодший лейтенант гвардії. Герой Радянського Союзу .

## Біографія
Народився 1917 року в селі Слузна. Закінчив семирічну Лазинську школу. Після пройшов навчання на педагогічних курсах у селищі Павлинове. Працював учителем у початкових школах в селах Проходи та Жданово Спас-Деменського району.
Після закінчення у 1941 році правового інституту у Москві працював слідчим в управлінні НКВС по Московській області.
У складі Червоної Армії із серпня 1942 року. 1943 року закінчив Московське піхотне училище імені Верховної Ради РРФСР.
У діючій армії з липня 1943 року воював на Центральному фронті. Брав участь у Курській битві, визволенні Лівобережної України, у боях на плацдармі на правому березі Дніпра біля села Медвин.
2 жовтня 1943 року його рота 10-го гвардійського повітряно-десантного полку, розвиваючи наступ, першою увірвалася до села. У цьому бою було знищено 65 солдатів та офіцерів противника. Соловйов підняв бійців в атаку і в рукопашній сутичці особисто знищив 8 солдатів ворога. Висота була захоплена. Рота відірвалася від сусідніх підрозділів, продовжуючи переслідування ворога, та потрапила до оточення. Противник здійснив кілька атак. Рота понад 3 години вела бій, скориставшись темрявою, прорвала вороже кільце.
У цих боях гвардії молодший лейтенант Соловйов особисто знищив понад 20 супротивників.
7 жовтня 1943 року у бою розширення плацдарму Соловйов знищив 11 солдатів та офіцерів противника. У цьому бою він загинув.
Молодшому лейтенанту Соловйову Михайлу Григоровичу Указом Президії Верховної Ради СРСР від 10 січня 1944 року посмертно присвоєно звання Героя Радянського Союзу за мужність, відвагу та героїзм.
Нагороджений орденами Леніна та Червоної Зірки.
Похований у селі Горностайпіль Вишгородського району Київської області.
На честь Михайла Соловйова названо вулицю в місті Спас-Деменськ, а також його ім'я присвоєно Лазинській школі Спас-Деменського району та увічнено на Алеї Слави у місті Спас-Деменськ.